# Lepidothrix velutina
El saltarín coroniazul occidental  (en Ecuador), saltarín coroniceleste (en Costa Rica) o saltarín aterciopelado (en Panamá) (Lepidothrix velutina), es una especie de ave paseriforme perteneciente al género Lepidothrix de la familia Pipridae, hasta recientemente (2022) considerada un grupo de subespecies de Lepidothrix coronata. Es nativa del este de América Central y del noroeste de América del Sur.

## Distribución y hábitat
Se distribuye a lo largo de la pendiente del Pacífico del sur de Costa Rica hasta el oeste de Panamá, en la pendiente caribeña desde el extremo sureste de Costa Rica hasta el noroeste de Panamá; reaparece en la Zona del Canal del centro de Panamá, en ambas pendientes, hacia el sur por Colombia, en estribaciones y tierras bajas al norte de los Andes, pero también en los Andes occidentales y centrales hacia el sur hasta el bajo valle del Cauca y medio valle del Magdalena, y por la pendiente del Pacífico al sur hasta el noroeste de Ecuador.
Esta especie es considerada localmente bastante común en sus hábitats naturales: el sotobosque de selvas húmedas y bosques secundarios maduros principalmente por debajo de los 1000 m de altitud, pero localmente llega hasta los 1400 m en la pendiente del Pacífico de Costa Rica.

## Sistemática

### Descripción original
La especie L. velutina fue descrita por primera vez por el ornitólogo alemán Hans von Berlepsch en 1883 bajo el nombre científico Pipra velutina; la localidad tipo es «Veraguas, Panamá».

### Etimología
El nombre genérico femenino «Lepidothrix» se compone de las palabras del griego «lepis, lepidos» que significa ‘escama’, ‘floco’, y «thrix, trikhos» que significa ‘cabello’; y el nombre de la especie «velutina», proviene del latín moderno «velutinus» que significa ‘aterciopelado’.

### Taxonomía
La presente especie, junto a la subespecie minuscula, fue tradicionalmente tratada como un grupo de subespecies del saltarín coroniazul (Lepidothrix coronata). Diversos autores ya sugerían que podía tratarse de dos especies diferentes, hasta que recientemente las robustas evidencias bioacústicas y genéticas presentadas por Moncrieff et al. (2022) demostraron profundas divergencias entre las poblaciones cis-andinas y trans-andinas, lo que llevó a la separación, que fue reconocida en la Propuesta Nº 943 al Comité de Clasificación de Sudamérica (SACC).

### Subespecies
Según las clasificaciones del Congreso Ornitológico Internacional y Clements Checklist/eBird se reconocen dos subespecies, con su correspondiente distribución geográfica:
- Lepidothrix velutina velutina (Berlepsch, 1883) – Costa Rica (pendiente del Pacífico, también en la pendiente caribeña en el extremo este) y oeste de Panamá.
- Lepidothrix velutina minuscula (Todd, 1919) – este de Panamá (al este desde la Zona del Canal), noroeste y centro norte de Colombia (en el este, posiblemente hacia el sur hasta el sur de Caldas) y noroeste de Ecuador (hasta el norte de Manabí).